# Lessingianthus
 Lessingianthus   H.Rob., 1988 è un genere di piante angiosperme dicotiledoni della famiglia delle Asteraceae.

## Etimologia
Il nome scientifico del genere è stato definito per la prima volta dal botanico Harold Ernest Robinson (1932-2020) nella pubblicazione " Proceedings of the Biological Society of Washington" ( Proc. Biol. Soc. Washington 101(4): 939) del 1988.

## Descrizione

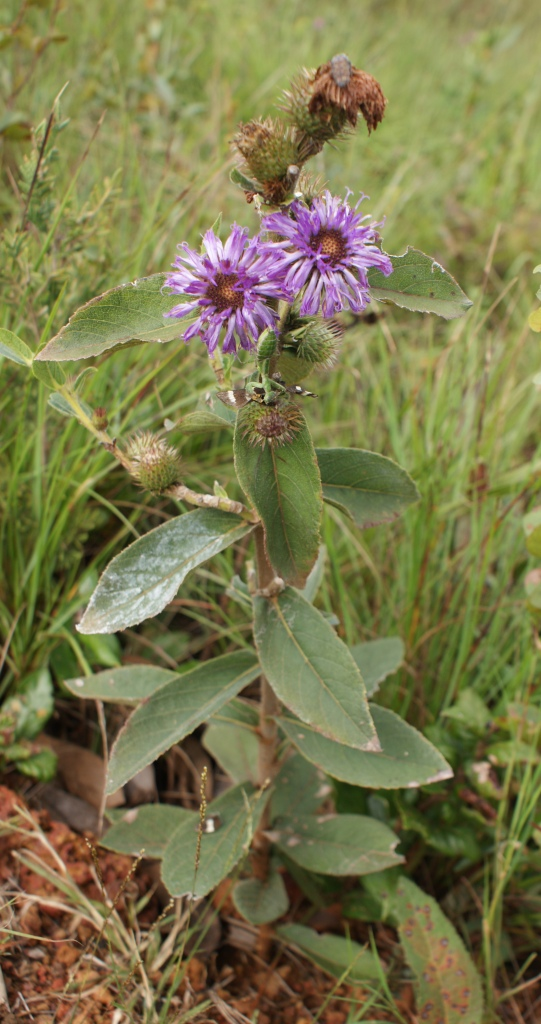
Il portamento
Lessingianthus roseus

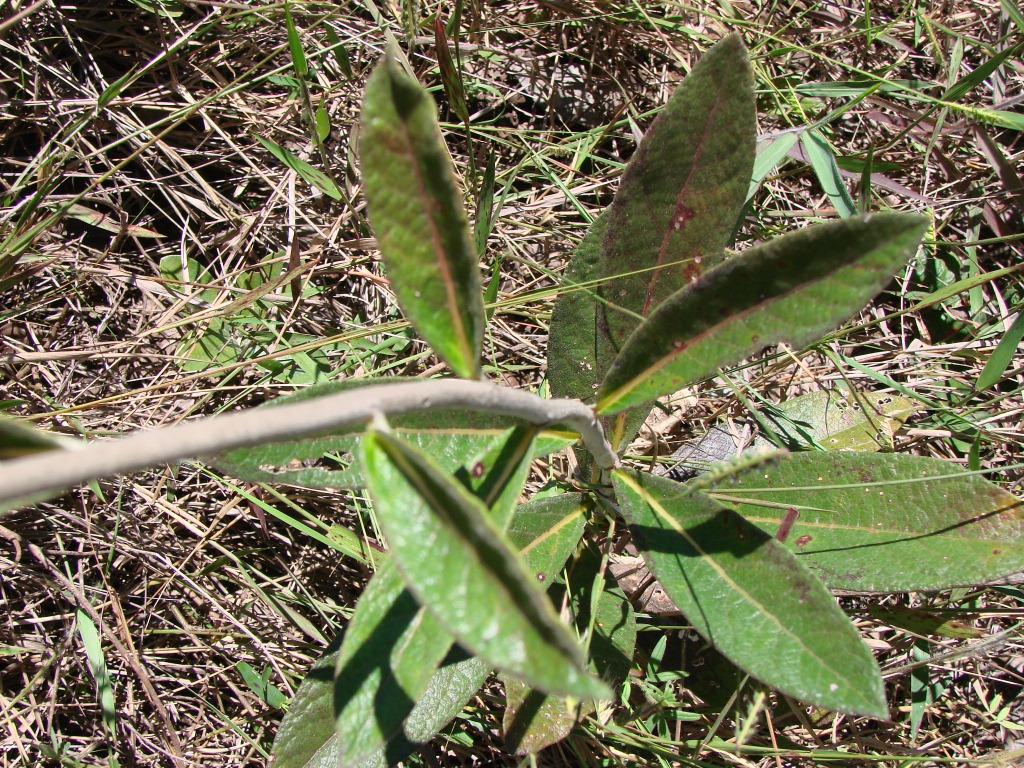
Le foglie
Lessingianthus monocephalus

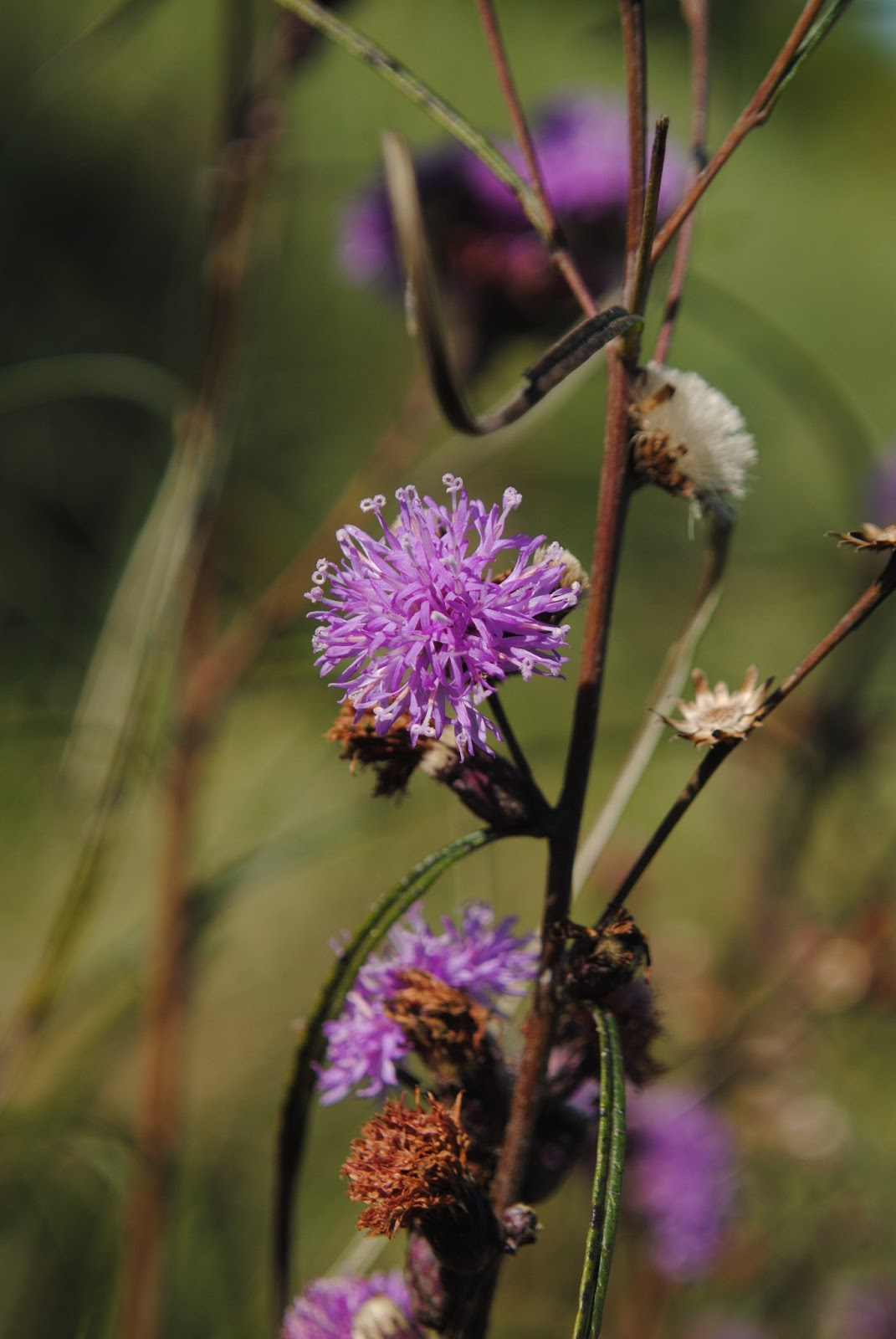
Infiorescenza
Lessingianthus rubricaulis

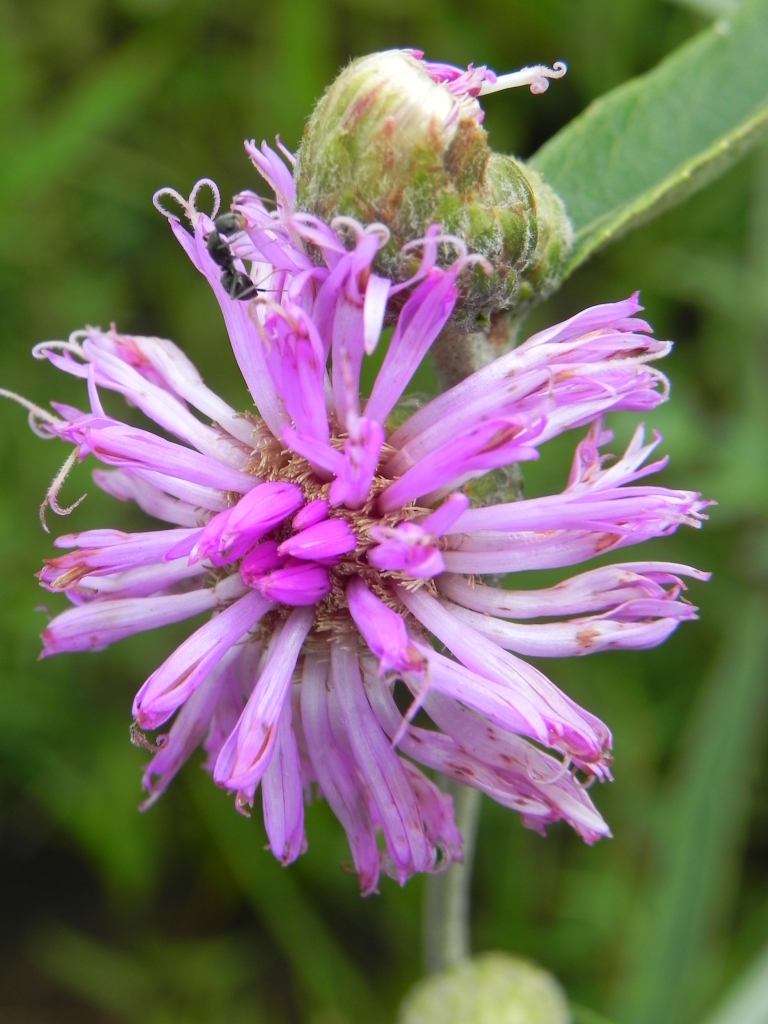
I fiori
Lessingianthus ammophilus

Le piante di questa voce hanno un habitus erbaceo perenne (talvolta sono xilopodiali). La pubescenza è formata da peli semplici.
Le foglie lungo il fusto sono disposte normalmente in modo alterno e sono sessili. La lamina è intera e in genere ha la forma lanceolata. I margini sono interi. La consistenza può essere coriacea. Le venature sono pennate.
Le infiorescenze sono di tipo semplice o cimoso-seriale, terminale o ascellare, formate da alcuni capolini sessili o peduncolati. La struttura dei capolini è quella tipica delle Asteraceae: un peduncolo sorregge un involucro composto da 45 - 100 brattee disposte su 4 - 6 serie che fanno da protezione al ricettacolo sul quale s'inseriscono i fiori di tipo tubuloso. Le brattee, in genere persistenti, si presentano con forme lineari, diritte e pungenti. Il ricettacolo può essere provvisto di pagliette oppure no.
I fiori, 15 - 50 per capolino, sono tetra-ciclici (ossia sono presenti 4 verticilli: calice – corolla – androceo – gineceo) e pentameri (ogni verticillo ha in genere 5 elementi). I fiori sono inoltre ermafroditi e actinomorfi (raramente possono essere zigomorfi).
- Formula fiorale:

*/x K {\displaystyle \infty }, [C (5), A (5)], G 2 (infero), achenio
- Calice: i sepali del calice sono ridotti ad una coroncina di squame.
- Corolla: la corolla, formata da un tubo imbutiforme terminanti in 5 lobi, può essere pubescente per peli semplici o ghiandole. Il colore varia da purpureo o lavanda a biancastro.
- Androceo: gli stami sono 5 con filamenti liberi e distinti, mentre le antere sono saldate in un manicotto (o tubo) circondante lo stilo.[10] Le antere, sagittate, spesso sono ricoperte da ghiandole ed hanno delle code arrotondate (come le appendici delle antere). Il polline è tricolporato (con tre aperture sia di tipo a fessura che tipo isodiametrica o poro), echinato (con punte) e  "lophato" (la parte più esterna dell'esina è sollevata a forma di creste e depressioni), ma senza lacune polari.[11]
- Gineceo: lo stilo è filiforme con base generalmente senza nodi. Gli stigmi dello stilo sono due divergenti con la superficie stigmatica posizionata internamente (vicino alla base). La pubescenza è del tipo a spazzola con peli appuntiti.[12] L'ovario è infero uniloculare formato da 2 carpelli.

I frutti sono degli acheni con pappo. Gli acheni, a forma più o meno cilindrica, hanno 5 coste con la superficie glabra e senza ghiandole. All'interno si può trovare del tessuto di tipo idioblasto e rafidi di tipo subquadrato da corti a moderatamente allungati; non è presente il tessuto tipo fitomelanina. Il pappo, di norma è persistente, è formato da setole capillari insieme a squamelle in una o più serie.

## Biologia
- Impollinazione: l'impollinazione avviene tramite insetti (impollinazione entomogama tramite farfalle diurne e notturne).
- Riproduzione: la fecondazione avviene fondamentalmente tramite l'impollinazione dei fiori (vedi sopra).
- Dispersione: i semi (gli acheni) cadendo a terra sono successivamente dispersi soprattutto da insetti tipo formiche (disseminazione mirmecoria). In questo tipo di piante avviene anche un altro tipo di dispersione: zoocoria. Infatti gli uncini delle brattee dell'involucro si agganciano ai peli degli animali di passaggio disperdendo così anche su lunghe distanze i semi della pianta.

## Distribuzione e habitat
La distribuzione delle piante di questa voce è relativa al Sud America.

## Tassonomia
La famiglia di appartenenza di questa voce (Asteraceae o Compositae, nomen conservandum) probabilmente originaria del Sud America, è la più numerosa del mondo vegetale, comprende oltre 23.000 specie distribuite su 1.535 generi, oppure 22.750 specie e 1.530 generi secondo altre fonti (una delle checklist più aggiornata elenca fino a 1.679 generi). La famiglia attualmente (2021) è divisa in 16 sottofamiglie.

### Filogenesi
Le specie di questo gruppo appartengono alla sottotribù Lepidaploinae descritta all'interno della tribù Vernonieae Cass. della sottofamiglia Vernonioideae Lindl.. Questa classificazione è stata ottenuta ultimamente con le analisi del DNA delle varie specie del gruppo. Da un punto di vista filogenetico in base alle ultime analisi sul DNA la tribù Vernonieae è risultata divisa in due grandi cladi: Muovo Mondo e Vecchio Mondo. I generi di Lepidaploinae appartengono al subclade relativo all'America tropicale (l'altro subclade americano comprende anche specie del Nord America e del Messico).
La sottotribù, e quindi i suoi generi, si distingue per i seguenti caratteri:
- l'infiorescenza è cimosa-seriale;
- la pubescenza è fatta di peli semplici o a forma di "T";
- l'involucro è persistente con ricettacolo privo di pagliette;
- gli acheni sono privi di fitomelanina;
- il polline tricolporato è echino-lophato;
- l'areale principale di questo gruppo è l'America tropicale.

In precedenza la tribù Vernonieae, e quindi la sottotribù (Lepidaploinae) di questo genere, era descritta all'interno della sottofamiglia Cichorioideae. La costituzione di questo gruppo è relativamente recente (2009); in precedenza tutti i generi della sottotribù erano descritti all'interno della sottotribù Vernoniinae. Nell'ambito della tribù Lepidaploinae occupa, da un punto di vista filogenetico, una posizione abbastanza "centrale" insieme alle sottotribù Vernoniinae, Chrestinae e Elephantopinae. Attualmente la sottotribù Lepidaploinae, così come è circoscritta, non risulta monofiletica.
I caratteri distintivi per le specie di questo genere ( Lessingianthus ) sono:
- il polline hanno dei "colpi" (aperture allungate) che raggiungono i poli e tre distinte lacune equatoriali;
- i capolini sono grandi (1 cm di lunghezza);
- la base dello stilo è usualmente priva di nodi.

Il numero cromosomico delle specie di questo genere è: 2n = 34.

### Elenco delle specie
Questo genere ha 144 specie:
A
- Lessingianthus adenophyllus (Mart. ex DC.) H.Rob.
- Lessingianthus alegretensis  Deble & Matielo
- Lessingianthus ammophilus (Gardner) H.Rob.
- Lessingianthus arachniolepis (Ekman & Dusén) H.Rob.
- Lessingianthus araneosus  (Baker) A.M.Teles
- Lessingianthus arctatus  Dematt.
- Lessingianthus argenteus (Less.) H.Rob.
- Lessingianthus argyrophyllus (Less.) H.Rob.
- Lessingianthus asteriflorus (Mart. ex DC.) H.Rob.

B
- Lessingianthus bakerianus  Dematt.
- Lessingianthus bardanoides (Less.) H.Rob.
- Lessingianthus barrosoanus  Dematt.
- Lessingianthus bellulus  (Dematt.) M.B.Angulo
- Lessingianthus bishopii  (H.Rob.) H.Rob.
- Lessingianthus brevifolius  (Less.) H.Rob.
- Lessingianthus brevipetiolatus (Sch.Bip. ex Baker) H.Rob.
- Lessingianthus buddlejifolius  (Mart. ex DC.) H.Rob.
- Lessingianthus bupleurifolius (DC.) H.Rob.

C
- Lessingianthus caiapoensis (H.Rob.) H.Rob.
- Lessingianthus carduoides  (Baker) H.Rob.
- Lessingianthus carvalhoi (H.Rob.) H.Rob.
- Lessingianthus cataractarum (Hieron.) H.Rob.
- Lessingianthus centauropsideus (Hieron.) M.B.Angulo & Dematt.
- Lessingianthus cephalotes  (DC.) H.Rob.
- Lessingianthus chamaepeuces  (Sch.Bip. ex Baker) H.Rob.
- Lessingianthus cipoensis  Dematt.
- Lessingianthus clavatus  (Gardner) Dematt.
- Lessingianthus compactiflorus  (Mart. ex Baker) H.Rob.
- Lessingianthus concepcionis  M.B.Angulo & Dematt.
- Lessingianthus constrictus  (Matzenb. & Mafiol.) Dematt.
- Lessingianthus cordiger (Mart. ex DC.) H.Rob.
- Lessingianthus coriaceus (Less.) H.Rob.
- Lessingianthus coriarius  M.B.Angulo
- Lessingianthus correntinus (Cabrera & Cristóbal) Dematt.
- Lessingianthus cristalinae (H.Rob.) H.Rob.

D
- Lessingianthus declivium (Malme) Dematt.
- Lessingianthus dichrous (Mart. ex Colla) P.L.R.Moraes & Guglielmone
- Lessingianthus durus (Mart. ex DC.) H.Rob.

E
- Lessingianthus eitenii (H.Rob.) H.Rob.
- Lessingianthus elegans (Gardner) H.Rob.
- Lessingianthus erythrophilus (DC.) H.Rob.
- Lessingianthus exiguus (Cabrera) H.Rob.

F
- Lessingianthus farinosus (Baker) H.Rob.
- Lessingianthus floccosus (Gardner) H.Rob.
- Lessingianthus flotowioides (Baker) Dematt.
- Lessingianthus foliosus  Dematt.
- Lessingianthus fonsecae (H.Rob.) H.Rob.

G
- Lessingianthus glabratus (Less.) H.Rob.
- Lessingianthus glaziovianus (Baker) H.Rob.
- Lessingianthus gonzalezii  S.Díaz & Obando
- Lessingianthus graminifolius (Gardner) Dematt.
- Lessingianthus grandiflorus (Less.) H.Rob.
- Lessingianthus grearii (H.Rob.) H.Rob.

H
- Lessingianthus hasslerianus (Chodat) M.B.Angulo
- Lessingianthus hatschbachii H.Rob.
- Lessingianthus heringeri (H.Rob.) H.Rob.
- Lessingianthus hoveifolius (Gardner) H.Rob.
- Lessingianthus hypochaeris (DC.) H.Rob.
- Lessingianthus hystricosus (Cabrera & Dematt.) Dematt.

I
- Lessingianthus ibitipocensis  Borges & Dematt.
- Lessingianthus irwinii (G.M.Barroso) H.Rob.
- Lessingianthus ixiamensis (Rusby) H.Rob.

L
- Lessingianthus lacunosus (Mart. ex DC.) H.Rob.
- Lessingianthus laevigatus (Mart. ex DC.) H.Rob.
- Lessingianthus lanatus (Chodat) Dematt.
- Lessingianthus laniferus (Cristóbal & Dematt.) M.B.Angulo
- Lessingianthus lanuginosus  Dematt.
- Lessingianthus lapinhensis  Dematt.
- Lessingianthus laurifolius (DC.) H.Rob.
- Lessingianthus ligulifolius (Mart. ex DC.) H.Rob.
- Lessingianthus linearifolius (Less.) H.Rob.
- Lessingianthus linearis (Spreng.) H.Rob.
- Lessingianthus longicuspis  Dematt.
- Lessingianthus lorentzii (Hieron.) H.Rob.

M
- Lessingianthus macrocephalus (Less.) H.Rob.
- Lessingianthus macrophyllus (Less.) H.Rob.
- Lessingianthus magnificus  Deble, Dematt. & Marchiori
- Lessingianthus mansoanus (Baker) H.Rob.
- Lessingianthus membranifolius  M.B.Angulo
- Lessingianthus minimus  Dematt.
- Lessingianthus mollissimus (D.Don ex Hook. & Arn.) H.Rob.
- Lessingianthus monocephalus (Gardner) H.Rob.
- Lessingianthus morii (H.Rob.) H.Rob.
- Lessingianthus morilloi (V.M.Badillo) H.Rob.
- Lessingianthus myrsinites  H.Rob.

N
- Lessingianthus niederleinii (Hieron.) H.Rob.

O
- Lessingianthus obscurus (Less.) H.Rob.
- Lessingianthus obtusatus (Less.) H.Rob.
- Lessingianthus octanthus (Sch.Bip. ex Baker) H.Rob.
- Lessingianthus onopordioides (Baker) H.Rob.

P
- Lessingianthus paraguariensis  Dematt.
- Lessingianthus parvifolius (Chodat) H.Rob.
- Lessingianthus pentacontus (DC.) H.Rob.
- Lessingianthus plantaginodes (Kuntze) H.Rob.
- Lessingianthus platyphyllus (Chodat) H.Rob.
- Lessingianthus polyphyllus (Sch.Bip. ex Baker) H.Rob.
- Lessingianthus pottii (R.Esteves) Loeuille
- Lessingianthus profusus (Dematt. & Cabrera) M.B.Angulo
- Lessingianthus pseudoincanus (Hieron.) Dematt. & Angulo
- Lessingianthus pseudopiptocarphus (H.Rob.) H.Rob.
- Lessingianthus psilophyllus (DC.) H.Rob.
- Lessingianthus pubescens  M.B.Angulo & Dematt.
- Lessingianthus pulverulentus (Baker) H.Rob.
- Lessingianthus pusillus (Dematt.) M.B.Angulo
- Lessingianthus pycnostachyus (DC.) H.Rob.

R
- Lessingianthus ramellae (Cabrera) H.Rob.
- Lessingianthus regis (H.Rob.) H.Rob.
- Lessingianthus reitzianus (Cabrera) H.Rob.
- Lessingianthus rigescens (Malme) Dematt.
- Lessingianthus robustus (Rusby) H.Rob.
- Lessingianthus roseus (Mart. ex DC.) H.Rob.
- Lessingianthus rosmarinifolius (Less.) H.Rob.
- Lessingianthus rubricaulis (Bonpl.) H.Rob.
- Lessingianthus rugulosus (Sch.Bip. ex Baker) H.Rob.

S
- Lessingianthus saltensis (Hieron.) H.Rob.
- Lessingianthus sancti-pauli (Hieron.) Dematt.
- Lessingianthus scabrifoliatus (Hieron.) H.Rob.
- Lessingianthus scaposus (G.M.Barroso) H.Rob.
- Lessingianthus secundus (Sch.Bip. ex Baker) H.Rob.
- Lessingianthus sellowii (Less.) H.Rob.
- Lessingianthus semirii  Antar & Loeuille
- Lessingianthus soderstromii (H.Rob.) H.Rob.
- Lessingianthus souzae (H.Rob.) H.Rob.
- Lessingianthus spicatus (Cabrera) Dematt.
- Lessingianthus spinifolius  Neves Ribeiro & A.M.Teles
- Lessingianthus squamosus  M.Monge & Semir
- Lessingianthus stoechas (Mart. ex Baker) H.Rob.
- Lessingianthus subcarduoides (H.Rob.) H.Rob.
- Lessingianthus subobtusus (Malme) H.Rob.
- Lessingianthus syncephalus (Sch.Bip. ex Baker) H.Rob.

T
- Lessingianthus teyucuarensis (Cabrera) Dematt.
- Lessingianthus tomentellus (Mart. ex DC.) H.Rob.

U
- Lessingianthus ulei (Hieron.) H.Rob.

V
- Lessingianthus valenzuelae (Chodat) M.B.Angulo
- Lessingianthus varroniifolius (DC.) H.Rob.
- Lessingianthus venosissimus (Sch.Bip. ex Baker) H.Rob.
- Lessingianthus vepretorum (Mart. ex DC.) H.Rob.
- Lessingianthus vestitus (Baker) H.Rob.
- Lessingianthus virgulatus (Mart. ex DC.) H.Rob.

W
- Lessingianthus warmingianus (Baker) H.Rob.
- Lessingianthus westermanii (Ekman & Dusén) H.Rob.

X
- Lessingianthus xanthophyllus (Mart. ex DC.) H.Rob.

Y
- Lessingianthus yariguiensis  S.Díaz, Rodr.-Cabeza & Aguilar-Cano

Z
- Lessingianthus zuccarinianus (Mart. ex DC.) H.Rob.

### Sinonimi
Sono elencati alcuni sinonimi per questa entità:
- Argyrophyllum Pohl ex Baker